# تاريخ إسبرطة
يصف تاريخ أسبرطة مصير دولة الدوريين اليونانية القديمة التي عُرفت باسم أسبرطة منذ بدايتها في الفترة الأسطورية حتى انضمامها إلى اتحاد آخاين بصفتها دولة حليفة في ظل الجمهورية الرومانية المتأخرة في عام 146 قبل الميلاد، الأمر الذي دام فترة تقارب 1000 عام. نظرًا لأن الدوريين لم يكونوا أول من استقر في وادي نهر يوروتاس في بيلوبونيز في اليونان، يصف تاريخ أسبرطة الفترتين الموكيانية والحجرية السابقتين أيضًا. أصبحت أسبرطة محافظة داخل اليونان الحديثة. يعد ذكر الأحداث الخاصة بفترات ما بعد الكلاسيكية موجزًا.
وصلت أسبرطة الدورية إلى هرم السلطة في القرن السادس قبل الميلاد. في زمن الحروب الفارسية، مثلت السلطة المعترفة وسط قبول المدن اليونانية. فقدت هذا القبول بسبب تنامي الشك في نية الأثينيين في تفكيك الدولة الأسبرطية بعد أن دمر زلزال أسبرطة عام 464 قبل الميلاد. حين هزمت أسبرطة أثينا في الحرب البيلوبونيسية، ضمنت لنفسها هيمنة لا منافس لها على جنوب اليونان. انكسرت شوكة أسبرطة في أعقاب معركة ليوكترا في عام 371 قبل الميلاد. لم تستطع أبدًا أن تستعيد تفوقها العسكري وضمها اتحاد الآخاين أخيرًا في القرن الثاني قبل الميلاد.

## فترة ما قبل التاريخ

### العصر الحجري في أسبرطة
يعود أقدم دليل مؤكد على الاستقرار البشري في منطقة أسبرطة إلى فخاريات يرجع تاريخها إلى العصر الحجري الحديث الأوسط، عُثر على الفخاريات بالقرب من كوفوفونو على بعد حوالي كيلومترين جنوب غرب أسبرطة.

### القصة الأسطورية
وفقًا للأسطورة، كان أول ملك للمنطقة المسماة ليليجيا، والتي أُطلق عليها لاحقًا اسم لاكونيا، هو الملك المدعو ليليكس. وفقًا للتقاليد، تبعه سلسلة من الملوك رمزوا إلى العديد من سمات أسبرطة ولاكونيا فيما بعد، منهم الملك مايلز ويوروتاس ولاسيدايمون وأميكلاس من أسبرطة. كان تينداروس آخر ملوك عائلتهم، وهو والد كاستور وكليتيمنيسترا وأب بالتبني لبولوكس وهيلين من طروادة. تشمل الشخصيات النسائية في هذا النسب الأسطوري تايجيت الحورية (والدة لاسيدايمون)، وأسبرطة (ابنة يوروتاس) وأوريديس من آرغوس (جدة بيرسيوس).
في وقت لاحق، هاجر الآخيون، الذين عاشوا في اليونان الموكيانية، من الشمال وحلوا محل الليجيين كقبيلة حاكمة. تزوجت هيلين، ابنة زيوس إليذا، من مينلاوس، الأمر الذي أوصل الآرتيديين إلى العرش اللاكوني. في النهاية، استولى الهرقليديون، والذين يُعرفون بالدوريين، على أرض لاكونيا وعرشها وأسسوا دولة مدينة أسبرطة الحقيقية. وفقًا للأسطورة، قاد آخر فردين من الآرتيديين، ويُدعيان تيسامنوس وبينثيليوس، الآخيين إلى آخايا وآسيا الصغرى، في حين أسس يوريسثينيس الهرقليدي وبروكليس عائلتي أسبرطة الملكيتين المدعوتين أجياد ويوريبونتيد على التوالي.

### الفترة الموكيانية في أسبرطة
يبدو أن حضارة ما قبل الدوريين، التي يُفترض أنها الحضارة الموكيانية، قد تراجعت في أواخر العصر البرونزي، حين سارت القبائل المقدونية من الشمال إلى بيلوبونيز وفقًا هيرودوت، إذ أطلق عليهم اسم الدوريين وفرضوا نفسهم على القبائل المحلية، واستقروا هناك.
تصف الروايات كيف حدثت هجرة الدوريين من الشمال بعد نحو ستين عامًا من حرب طروادة، وأدت في النهاية إلى ظهور أسبرطة الكلاسيكية. مع ذلك، تعد هذه الروايات متناقضة ومدونة بعد وقت طويل من الأحداث التي يفترض أنها تصفها. بالتالي، نفى المشككون مثل كارل يوليوس بيلوش وقوع أي حدث من هذا القبيل. جادل تشادويك، على أساس الاختلافات الإقليمية الطفيفة التي اكتشفها في الخطية ب، أن الدوريين كانوا قد عاشوا سابقًا في المناطق الدورية كأغلبية مضطهدة، ويتحدثون اللهجة المحلية، وبرزوا حين أطاحوا بأسيادهم.

### عصر الظلام في أسبرطة
من الناحية الأثرية، بدأت أسبرطة نفسها في إظهار علامات الاستيطان في حوالي عام 1000 قبل الميلاد فقط، أي بعد حوالي 200 عام من انهيار الحضارة الموكيانية. من بين القرى الأربع التي شكلت دولة مدينة أسبرطة، يقترح فوريست أن القريتين الأقرب إلى أكروبوليس كانتا الأصليتين، وأن المستوطنتين النائيتين الأخريين تأسستا في وقت لاحق. قد يعود أصل الملكية المزدوجة إلى اندماج أول قريتين. ترتب على الانهيار الموكياني انخفاض حاد في عدد السكان. بعد ذلك، حدث تعافٍ كبير، ويُرجح أن هذا النمو السكاني كان أكثر وضوحًا في أسبرطة، إذ كانت تقع في الجزء الأكثر خصوبة من السهل.
بين القرنين الثامن والسابع قبل الميلاد، شهد الأسبرطيون فترة من الفوضى والصراعات الأهلية، وأكد هيرودوت وثوقيديدس حدوثها. نتيجة لذلك، نفذوا سلسلة من الإصلاحات السياسية والاجتماعية داخل مجتمعهم ونسبوها لاحقًا إلى مشرع شبه أسطوري سُمي ليكرجوس. تمثل هذه الإصلاحات بداية تاريخ أسبرطة الكلاسيكية.

## فترة فجر التاريخ

### إصلاحات ليكرجوس

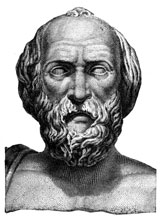
ليكرجوس

نسبت معظم المصادر القديمة فترة حياة ليكرجوس إلى عهد الملك تشاريلوس. في الواقع، عزا الأسبرطيون نجاحهم اللاحق إلى ليكرجوس، الذي وضع إصلاحاته في وقت ضعفت فيه أسبرطة بسبب المعارضة الداخلية وافتقرت إلى استقرار مجتمع موحد ومنظم جيدًا. تتواجد أسباب تدفع للشك في وجوده أساسًا، إذ إن اسمه مشتق من كلمة «الذئب» التي ارتبطت بأبولو، وبالتالي يمكن أن يكون ليكرجوس مجرد تجسيد للإله.
يقترح جاي إف لازينباي أن الملكية المزدوجة قد تعود إلى هذه الفترة نتيجة اندماج قرى أسبرطة الأربع التي كانت حتى ذلك الحين مقسمة بين فئتين وهما قريتا بيتانا وميزوا وقريتا ليمناي وكونورا المتعاديتين. وفقًا لهذا الرأي، فإن الملوك الذين أشارت الروايات إلى حكمهم في الفترة السابقة للاندماج كانوا إما أسطوريين تمامًا أو في أفضل الأحوال زعماء فصائليين. بالإضافة إلى ذلك، يفترض لازينباي أن الإصلاحات الأخرى مثل تنصيب الإيفور كانت من الابتكارات اللاحقة التي نُسبت إلى ليكرجوس.

### توسيع أسبرطة في البيلوبونيز
يبدو أن الدوريين شرعوا في توسيع حدود إقليم أسبرطة قبل أن يؤسسوا دولتهم الخاصة حتى. قاتلوا ضد دوريي آرغوس إلى الشرق والجنوب الشرقي، وكذلك ضد الآخيين في أركاديا إلى الشمال الغربي. تشير الأدلة إلى أن أسبرطة كانت آمنة منذ بداياتها، إذ تعذر الوصول إليها نسبيًا بسبب تضاريس سهل أسبرطة وبالتالي لم تُحصن أبدًا.
تقاسمت أسبرطة السهل مع أميكلاي الواقعة في الجنوب والتي تعد أحد الأماكن القليلة التي نجت من العصر الموكياني، ويُرجح أنها كانت جارتها الأكثر رعبًا. يجعل هذا الأمر من الروايات التي تقضي بأن أسبرطة تحركت شمالًا لتأمين وادي يوروتاس العلوي في عهد الملكين أرخيلاوس وتشاريلوس أمرًا معقولًا. ضُمت فاريس وجيرونثراي لاحقًا، وعلى الرغم من تناقض الروايات بعض الشيء، يُرجح أن أميكلاي أيضًا سقطت في حوالي العام 750 قبل الميلاد. من المحتمل أن سكان جيرونثراي طردوا منها، في حين وقع سكان أميكلاي تحت سلطة أسبرطة. يصور باوسانياس هذا الأمر على أنه صراع الدوريين ضد الآخيين. مع ذلك، يلقي السجل الأثري بظلال من الشك على مثل هذا التمييز الثقافي.

## القرن السابع قبل الميلاد
يذكر تيرايوس أن حرب الغزو ضد المسينيين، جيران أسبرطة في الغرب، استمرت تحت قيادة ثيوبوبوس لمدة 19 عامًا، وحدثت في زمن آباء آبائنا. إذا أُخذت هذه العبارة حرفيًا، فهذا يعني أن الحرب وقعت في نهاية القرن الثامن قبل الميلاد أو بداية القرن السابع. كانت صحة تاريخ وقوع الحرب الميسينية الثانية موضع شك منذ فترة طويلة، إذ لم يذكر هيرودوت ولا ثوقيديدس وقوع حرب ثانية. مع ذلك، يرى كينيل أن قسمًا من كتابات تيرايوس (نُشرت عام 1990) يمنحنا بعض الثقة في وقوع الحرب (في أواخر القرن السابع أغلب الظن). وفقًا لمصادر متأخرة، انتهت هذه الحرب الثانية بهبوط مرتبة الميسينيون ليصبحوا هيلوتس أي أنصاف عبيد.
أما فيما يتعلق بهيمنة أسبرطة على المناطق الواقعة في الشرق، ما يزال هذا الأمر غير مؤكد حتى الوقت الحالي. وفقًا لهيرودوت، شملت الأراضي الأرغوسية ذات يوم كينوريا بأكملها (الساحل الشرقي لبيلوبونيز) وجزيرة كيثيرا. يشير عدد سكان كينوريا الضئيل وفقًا لما يظهر في للسجلات الأثرية إلى أن المنطقة كانت موضع نزاع من قبل القوتين.
في الحرب الميسينية الثانية، وطدت أسبرطة مكانتها كقوة محلية في بيلوبونيز وبقية اليونان. خلال القرون التالية، باتت سمعة أسبرطة كقوة قتالية برية منقطعة النظير.